# Doreen Eagles
Pour les articles homonymes, voir Eagles (homonymie).
Doreen Eagles est une femme politique provinciale canadienne. De 1999 à 2016, elle est la députée de la circonscription électorale de Estevan à l'Assemblée législative de la Saskatchewan sous la barrière du Parti saskatchewanais.